# Transsensual
Transsensual es un estudio de cine pornográfico estadounidense creado en marzo de 2015, especializado en sexo transexual, que forma parte del conglomerado liderado por la canadiense Mile High Media. Su principal promotora fue la ex actriz y cineasta Nica Noelle, que buscaba desarrollar "un sitio transgénero positivo" que abogara por la "diversidad y el respeto, manteniendo la máxima calidad y trabajando con las estrellas transgénero más populares".
Sobre la alianza entre Transsensual y Mile High, el vicepresidente de esta última, Jon Blitt, consideró "un gran éxito" el equipo formado con la idea de Nica Noelle, a quien alabó por "su estilo erótico en el mercado". Junto a Noelle, destacarían como principales directores de las producciones la actriz y directora Dana Vespoli, debutante con TS Girls In Charge, y Ricky Greenwood. La primera película del estudio fue My Dad's TS Girlfriend, protagonizada por Jessy Dubai.
Ha trabajado con las principales actrices transexuales, con nombres como Casey Kisses, Chanel Santini, Ella Hollywood, Khloe Kay, Foxxy, Daisy Taylor, Melanie Brooks, Aubrey Kate, Korra Del Rio, Natalie Mars, Kayleigh Coxx, Lena Kelly, Jane Marie, Jessy Dubai, Aspen Brooks, Janelle Fennec, Domino Presley, Shiri Allwood, Mandy Mitchell, Isabella Sorrenti, Stefani Special, Venus Lux, River Stark, Tiffany Starr, Marissa Minx, Vixxen Goddess o Nina Lawless, entre otras.
Así mismo, han contado con otras actrices de la industria, participando en dichas producciones, como Reagan Foxx, Dana Vespoli, Riley Nixon, Kate England, Violet Monroe, Mercedes Carrera, Magdalene St. Michaels, Erica Lauren, Siouxsie Q., Sovereign Syre, Chanel Preston o Sarah Vandella.
En 2016 el estudio recibió su primera nominación en los Premios AVN al Mejor estudio debutante. Transsensual ha desarrollado algunas series dinámicas como las de TS Girls On Top, TS Beauties o TS Bad Girls. Otros títulos de Transsensual han sido Aubrey Kate's TS Fantasies, Buck Angel Superstar, Chanel Santini's TS Fantasies, Deep Inside TS Foxxy, Hot For My TS Teacher, My Best Friend's TS Girlfriend, My TS Stepmom, My TS Stepsister, Some TS Like It Hot, Transgression, TS Bosses, TS Hot Wives o TS Massage.